# STS-120
STS-120 désigne une mission de la navette spatiale américaine initialement programmée pour le mois d'août 2007, mais repoussée au 23 octobre 2007 en raison du retard de la mission STS-117. Elle va délivrer le module Harmony, et va reconfigurer une partie de la station internationale pour des futures installations. STS-120 se déroule avec la navette Discovery, et va être la 23e mission vers ISS. Après cette mission, un total de 11 missions se dérouleront jusqu'à la fin du programme des navettes spatiales américaines en 2010, en excluant deux vols encore non confirmés par la NASA.

## Équipage
- Pamela A. Melroy (3), Commandant  États-Unis
- George D. Zamka (1), Pilote  États-Unis
- Scott E. Parazynski (5), Spécialiste de mission 1  États-Unis
- Stephanie D. Wilson (2), Spécialiste de mission 2  États-Unis
- Douglas H. Wheelock (1), Spécialiste de mission 3  États-Unis
- Paolo Nespoli (1), spécialiste de mission 4  Italie ESA

Le chiffre entre parenthèses indique le nombre de vols spatiaux effectués par l'astronaute, STS-120 inclus.

### Membre d'équipage pour l'ISS
- Daniel M. Tani (2), Spécialiste de mission /Ingénieur de vol Expédition 16  États-Unis

### Membre d'équipage de retour de l'ISS
- Clayton C. Anderson (1), Spécialiste de Mission / Ingénieur de vol Expédition 15  États-Unis

## Paramètres de la mission
- Masse :
  - Navette au décollage : 129 823 kg
  - Navette à l'atterrissage : 91 578 kg
- Périgée : 340 km
- Apogée : 344 km
- Inclinaison : 51,6°
- Période : 91,6 min

## Objectifs
STS-120 est la 23e mission de navette destinée à la station spatiale internationale.
Le lancement de la navette spatiale Discovery pour la mission STS-120 a eu lieu le 23 octobre 2007 a 17h38 (heure de Paris).
Son équipage comprend un astronaute italien, Paolo Nespoli, qui fait partie de l'Agence spatiale européenne.
La navette transporte un module européen, Harmony Node 2, construit en Italie par Thales Alenia Space, destiné à accroître la surface habitable et la zone de travail de la Station spatiale internationale, à fournir un couloir reliant les trois zones consacrées aux expériences scientifiques dans la station spatiale et à fournir des points de connexion pour les modules logistiques, le véhicule de transfert japonais et un adaptateur pressurisé pour les engins qui s'arrimeront à la station spatiale. C'est le premier gros module de l'ISS réalisé en Europe.

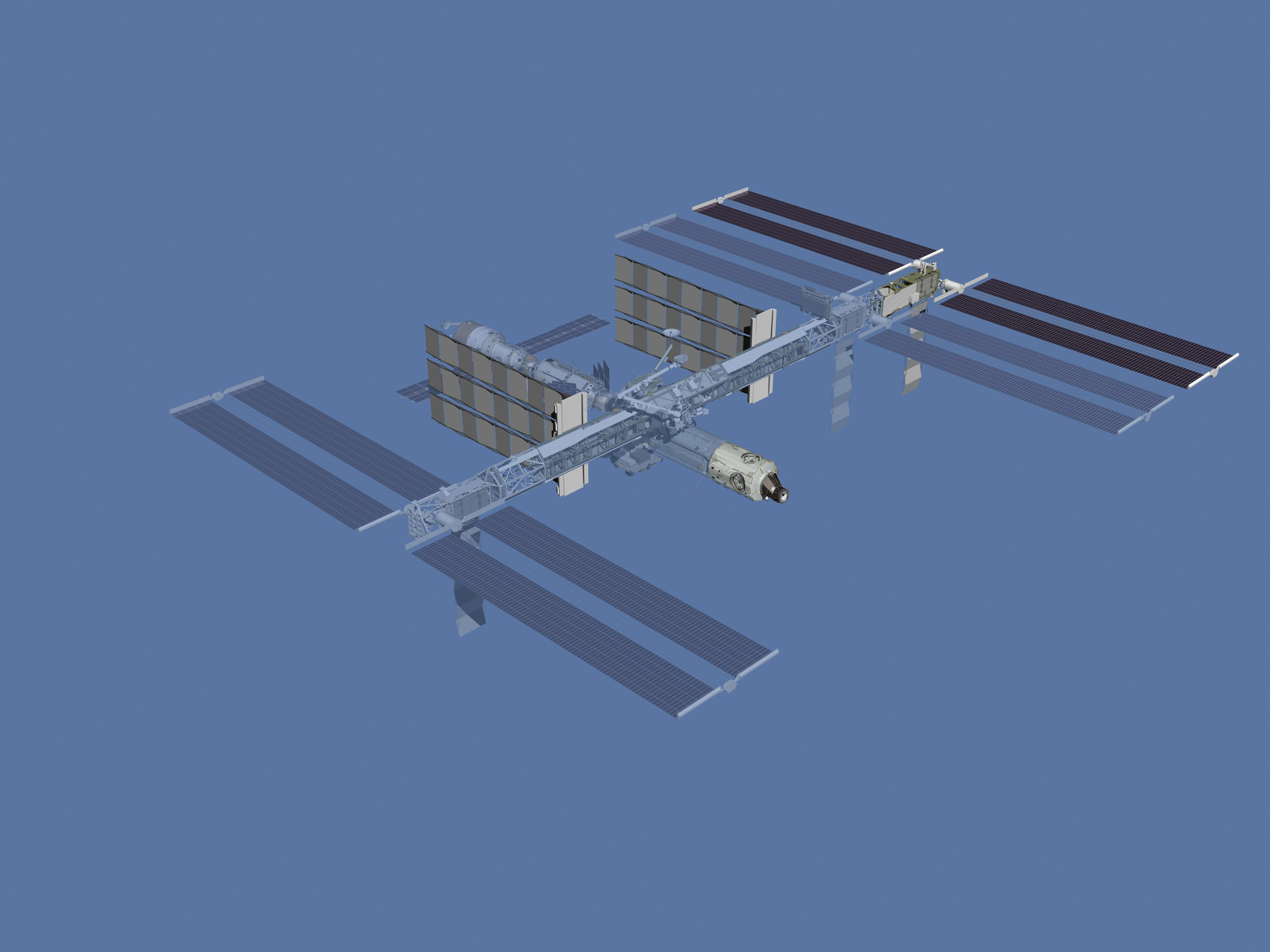
ISS après la mission STS-120, Image de synthèse

Le module Harmony sera aussi le point de connexion pour le laboratoire européen Columbus en février et pour le module japonais d'expérimentation Kibo en mars 2008.
La NASA a confié à Pamela Melroy le commandement de la mission, faisant ainsi d'elle la deuxième femme à commander une mission de la navette spatiale, après Eileen Collins. L'ISS était alors commandée par Peggy Whitson. Pour la première fois dans l'histoire du vol spatial, un rendez-vous eut ainsi lieu entre deux vaisseaux commandés par une femme.

## Déroulement

### 23 octobre (Lancement et Premier jour de vol)

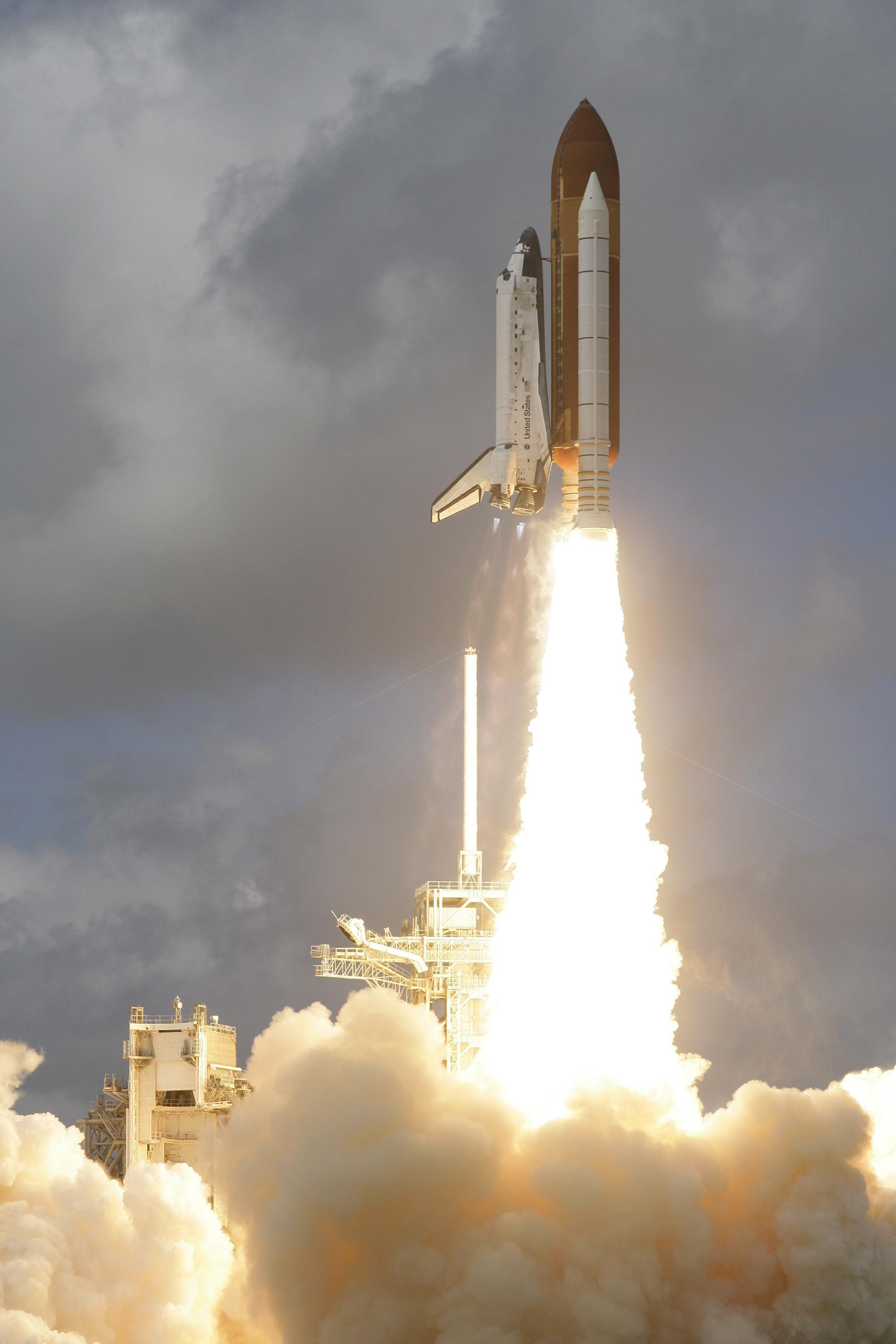
Décollage de la navette spatiale Discovery pour la mission STS-120

Discovery décolla à l'heure à 11:38 HAE (15:38 TUC). La météo pour le lancement était initialement de 60 % de chance que le lancement soit annulé, et même si l'équipe s'occupant de la météo suivait un orage se dirigeant vers le site de lancement, la météo est restée favorable pour le lancement. George Lucas était présent pour le lancement, pour l'envol du sabre laser utilisé dans l'épisode IV de ses films Star Wars.

### 24 octobre (Deuxième jour de vol)
L'équipage de STS-120 a passé la journée entière dans l'espace à inspecter la navette en utilisant le Shuttle Remote Manipulator System (SRMS) et 
l'Orbiter Boom Sensor System (OBSS). L'équipe a aussi fait quelques travaux complémentaires, comme inspecter les Extravehicular Mobility Unit (EMUs, ou combinaisons spatiales) qui vont être utilisés pour les sorties extravéhiculaire (EVAs), et préparer l'arrimage à la Station Spatiale Internationale prévu pour le jeudi.

### 25 octobre (Troisième jour de vol, Amarrage)
Durant la journée du 25 octobre, l'amarrage de Discovery a commencé par la désormais traditionnelle manœuvre de retournement : cette manœuvre consiste à montrer le ventre de la navette à la station spatiale internationale afin que l'équipage de celle-ci puisse photographier la protection thermique de la navette. Cette procédure a débuté à 11h34 TU. L'amarrage proprement dit a été terminé à 12h40 TU. Durant la cérémonie de bienvenue, Daniel M. Tani est devenu membre de l'Expédition 16 de l'ISS.

### 30 octobre (Huitième jour de vol)
Le déploiement du panneau solaire P6 4B est interrompu à 80 % à cause de la déchirure de celui-ci.

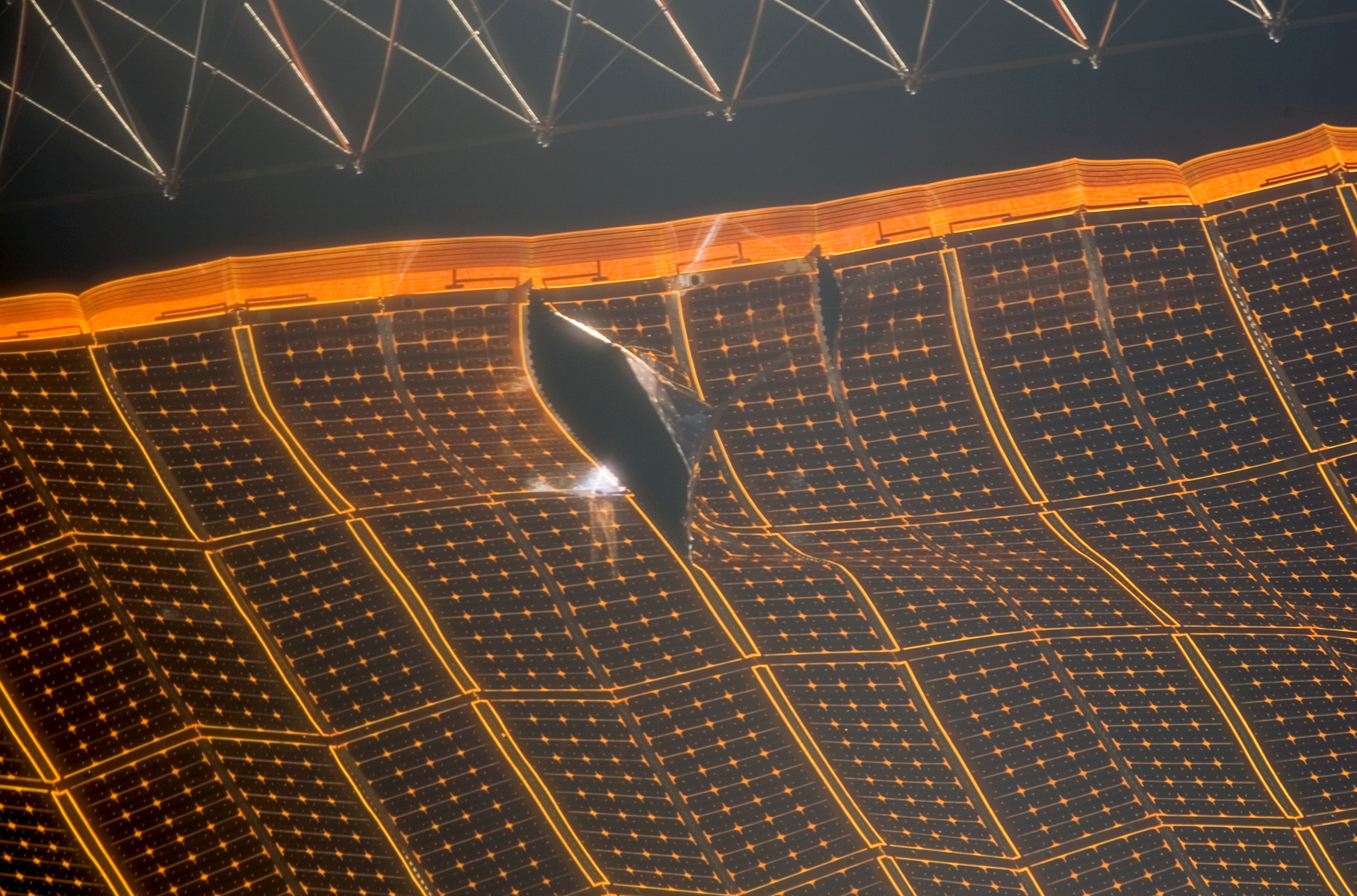
Le panneau solaire P6 4B endommagé au 8e jour de vol

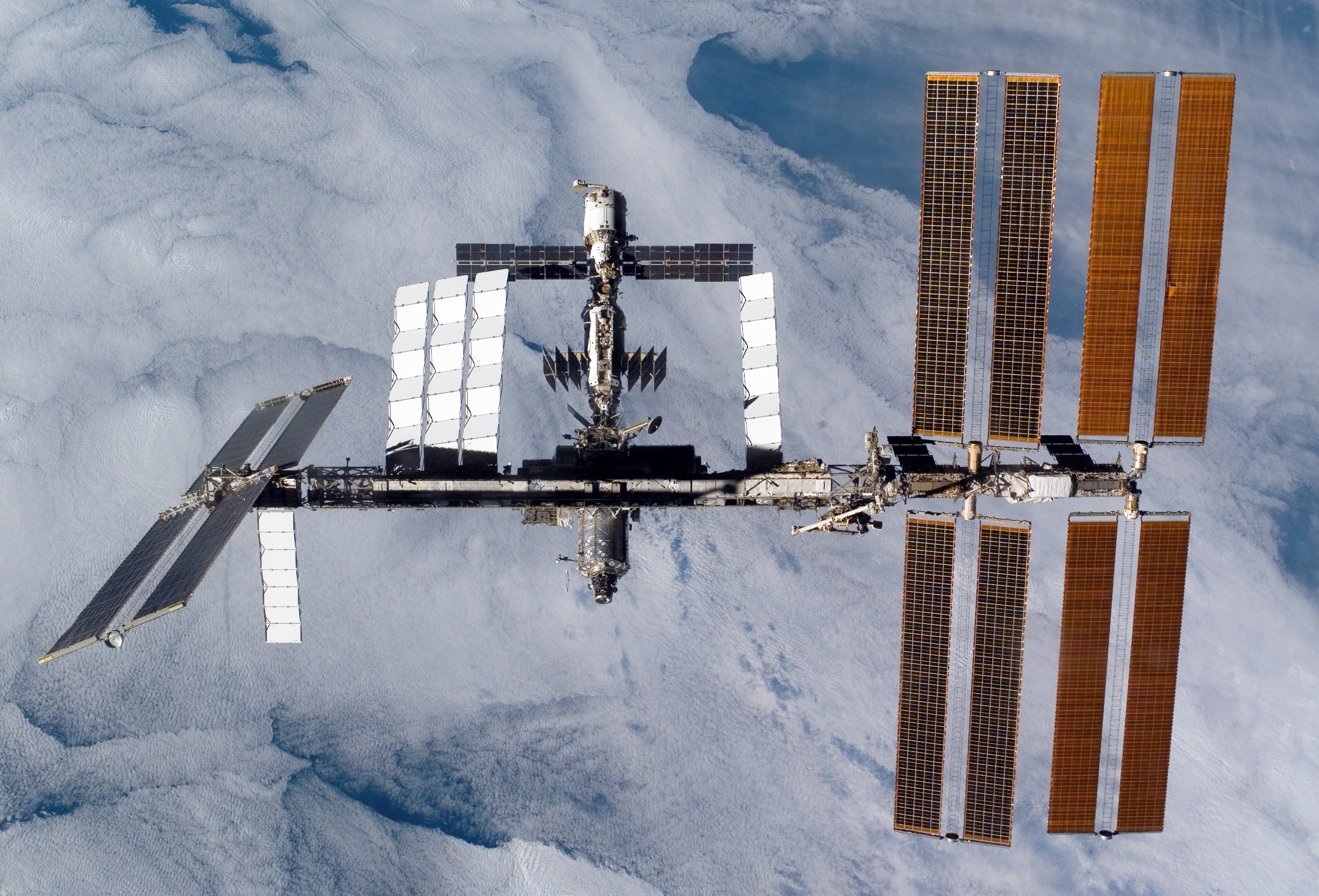
L'ISS photographiée depuis la navette à la fin de la mission

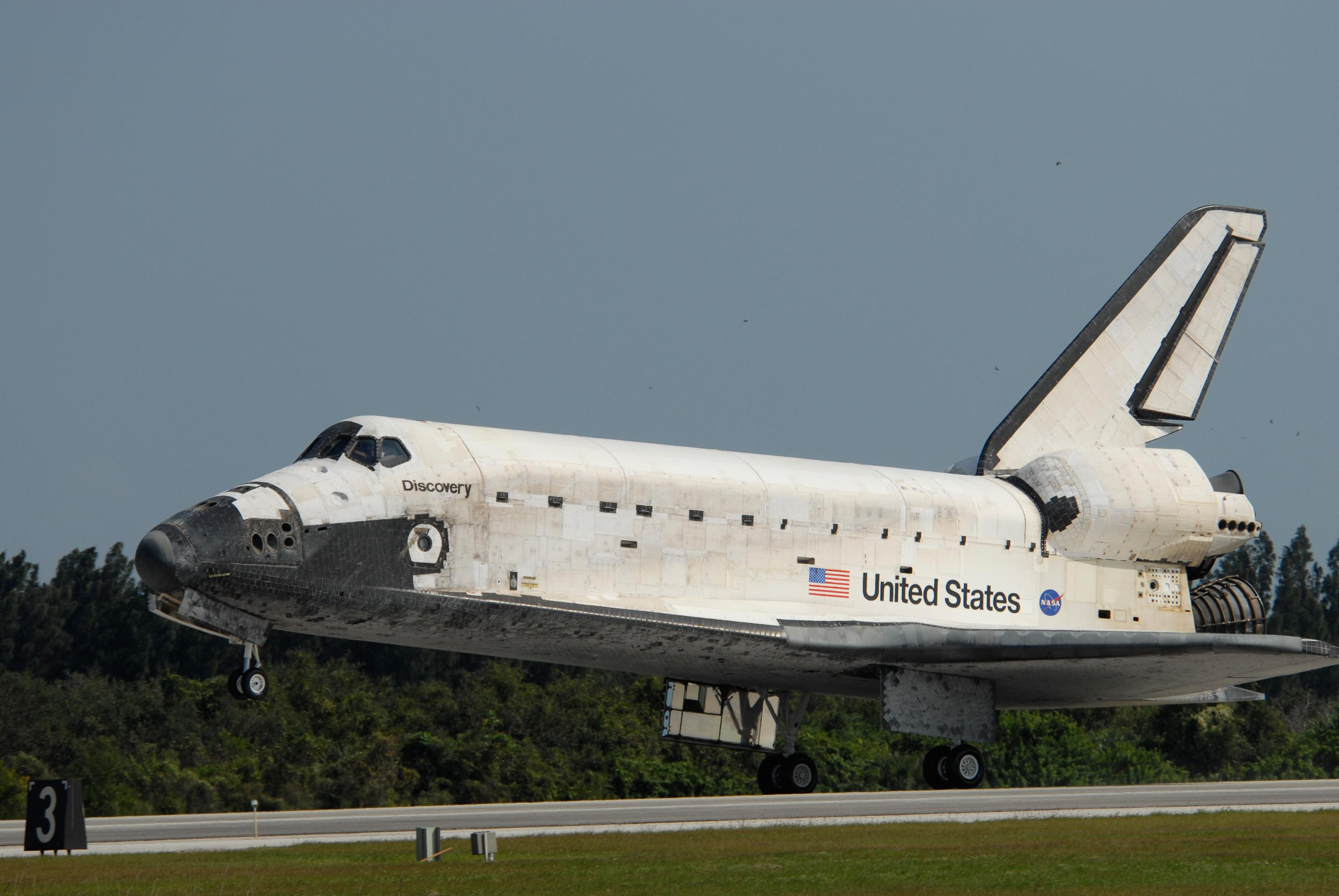
Atterrissage de la navette spatiale Discovery